# 吉田朋正
吉田 朋正（よしだ ともなお、1968年 - ）は、日本の英文学者、翻訳者。東京都立大学教授。

## 人物・経歴
慶應義塾大学仏文科卒業、早稲田大学大学院英文科修了、東京都立大学大学院博士課程単位取得満期退学。東京都立大学人文学部英文科助手、東京医科歯科大学教養部助教授／准教授、首都大学東京大学教育センターおよび大学院人文科学研究科准教授をへて、東京都立大学大学院人文科学研究科教授。専門は批評史。

## 著書・論文[2]
- 『エピソディカルな構造──〈小説〉的マニエリスムとヒューモアの概念』（彩流社、2018年）
- 『照応と総合──土岐恒二個人著作集＋シンポジウム』（編著、小鳥遊書房、2020年）
- Lucy Daniel編, Defining Moments in Books: The Greatest Books, Writers, Characters, Passages and Events that Shook the Literary World (共著, London: Cassell Illustrated 2007年)
- 「書物シャーマニズム──『メディア論』再訪 (2)」『思想』2020年6月号
- 「ナルシスのプロテーゼ──『メディア論』再訪 (1)」『思想』2018年2月号

## 翻訳
- エミール・シンプソン『21世紀の戦争と政治──戦場から理論へ』（みすず書房、菊地茂雄監修、2023年）
- マルカム・カウリー『ロスト・ジェネレーション──異郷からの帰還』（みすず書房、2008年、坂下健太郎、笠原一郎との共訳）
- エリザベス・シューエル「法廷と夢」（『ユリイカ』2015年2月臨時増刊号「総特集150年目の『不思議の国のアリス』」、青土社）
- ダンカン・フォーブズ「思想史という営みの感性的側面について」（『思想』2017年5月号〔特集：政治思想史における近代〕、岩波書店）
- Ｊ・Ｇ・Ａ・ポーコック「クェンティン・スキナー──政治学の歴史と歴史の政治学」（『思想』2017年5月号〔特集：政治思想史における近代〕、岩波書店）
- ジョン・ダン「政治理論の歴史」（『思想』 2017年5月号〔特集：政治思想史における近代〕、岩波書店）
- クリストファー・マギン「奪いし王国，奪われし王国──エリザベス1世のアイルランド，1560-1603年」（『思想』2012年11月号〔特集：アイルランド問題──近代初期研究の最前線〕、岩波書店）